# Vojtěchov (rozhledna)
Vojtěchovská rozhledna stojí v krajinné oblasti Železných hor, na jihovýchodním okraji Kameničské vrchoviny, ve vrcholové části nepojmenované svahové kupy (589,9 m n. m.), z hlediska administrativně správního na katastrálním území obce Vojtěchov v okrese Chrudim náležejícím do Pardubického kraje v České republice.
Věž vysoká 16,5 m využívá vyvýšeniny nad obcí Vojtěchov s pomístním názvem (anoikonymum) Kladenský kopec, na vrcholu svahové kupy stejnojmenný trigonometrický bod (č. 9 trigonometrického listu 2420) s nivelací 589,93 m n. m., žulový terénní patník České státní trigonometrické sítě leží ve vzdálenosti 7,9 m na jihozápad od paty rozhledny v lokalitě zemědělských pastvin, na rozhraní katastrálních území Vojtěchov u Hlinska a Kladno u Hlinska.
Lokalita s loukami a rozhlednou leží nad rozhraním se Skutečskou pahorkatinou, pro horopisnou jednotku je významným rozhledovým místem. Východně od rozhledny silnice III/3061 spojující obec Vojtěchov se silnicí I/34 (úsek Hlinsko – Krouna), ve vzdálenosti 6,5 km centrum města Hlinska po silnici I/34, tvořící jižně od rozhledny hranici Chráněné krajinné oblasti Žďárské vrchy. Zvláště chráněné území nad silnicí I/34 zahrnuje svahy hřebene Železných hor. 
Z rozhledny viditelná zalesněná vrcholová část hřbetu Železných hor se táhne v nadmořských výškách od Medkových kopců (638 m) k vrcholu Čertovina (655 m), Dědovský kopec (675,6 m), Na Bahnech (662,7 m) a Kořenný kopec (666,8 m) směrem ke Krouně, svahy klesají severo-severovýchodním směrem (ve směru rozhledny), přerušované terénními zářezy s potoky Raná (Vojtěchovský potok), Dolský, Kotelský a prameništěm říčky Žejbro.
V rámci geomorfologického členění tvaru zemského povrchu (georeliéfu) Česka je lokalita součástí Sečské vrchoviny, překrývaná územím Národního geoparku Železné hory.

## Konstrukce rozhledny
Ocelová konstrukce, čtyřboká a k vrcholu se zužující, přibližně do poloviny výšky stavby (do výše dvou pater) v betonu obloženém žulovým kamenem. V přízemí vybudováno obslužné zázemí s pokladnou a prodejem upomínkových předmětů, k nejvyšší vyhlídkové plošině směřuje 59 schodů. Horní polovinu stavby tvoří otevřená kovová konstrukce se třemi plochou zmenšujícími se vyhlídkovými plošinami, propojenými točitým schodištěm. Pro výplně kovové konstrukce (zábradlí) a stříšky ochozů použito dřevo. Na nejvyšší vyhlídkové plošině ve výšce 11,7 m instalovaný dalekohled (mincemi placený průhled), v madle zábradlí vyhlídkové plošiny tabulky upozorňující na některé viditelné body v krajině.

## Historie stavby
Autor projektu rozhledny Milan Chvojka, stavbu realizovalo více regionálních firem. Výstavba zahájena v roce 2008, investorem obec Vojtěchov (náklady zhruba 3,9 mil. Kč), finanční dotace (více než 0,5 mil. Kč) Pardubický kraj. 
Žulové kameny vhodného zabarvení na obklad dolní betonové části dovezeny z Horních Dvorců u Jindřichova Hradce. Výstavba zdržena krádeží zhruba pěti tun žulových kamenů a nedostatkem finančních prostředků, v letních měsících roku 2010 dokončena. Ve vrcholové části rozhledny je instalovaná webová kamera (záběr přibližně severním směrem, prezentován na oficiálních stránkách obce Vojtěchov).
Rozhledna otevřena veřejnosti dne 10. července 2010 s názvem odvozeným od obce Vojtěchov, která je provozovatelem rozhledny.

## Výhled
Vyhlídka ze tří plošin do krajinných oblastí geomorfologických celků:
- Železné hory; vrcholy Medkovy kopce, Čertovina, Dědovský kopec, Kořenný kopec v Kameničské vrchovině a lokality Skutečské pahorkatiny.
- Svitavská pahorkatina; rozhledna Borůvka, neovulkanický suk Košumberka a čelní hřbety Štěpánovské stupňoviny a Novohradské stupňoviny, přírodní rezervace Střemošnická stráň geomorfologického okrsku Vraclavský hřbet, také vrcholová část Kozlovského hřbetu, částečně lokality Chrudimské tabule.
- Hornosvratecká vrchovina; rozhledna Terezka v lokalitě Paseky a vrcholová část Velké Paseky (713 m n. m.) v Borovském lese v oblasti Žďárských vrchů.

Při dobré viditelnosti lokality Východolabské tabule a Orlické tabule, také pohoří Krkonoše, Orlické hory, Králický Sněžník a částečně i Hrubý Jeseník s jejich některými vrcholy a významnými orientačními body. Výrazné výškové body v krajině např. Kunětická hora (315 m n. m.), Velká Deštná (1116 m n. m.) a další vrcholy Orlických hor, Králický Sněžník (1423 m n. m.), Sněžka (1603 m n. m.), též objekty: letiště Skuteč, radiokomunikační věž Pardubice, Opatovická elektrárna, Kunětická hora, věž hradu (356 m n. m.).
Viditelné části měst a obcí ve vzdalujících se lokalitách: Vojtěchov a okolní vesnice, částečně Včelákov, Skuteč, Štěpánov, Zderaz a Paseky, Střemošice, Leština a Františky, Chrudim, Pardubice, při dobré viditelnosti Hradec Králové a další.

## Přístup
Otevřená dle sezóny, informace o provozní době na webových stránkách obce Vojtěchov. Příchod cestou zpevněnou štěrkem (posyp) od silnice III/3061 (úsek odbočka ze silnice I/34 u obce Kladno – Vojtěchov), u silnice kapacitně malé parkoviště se štěrkovou plochou. 

## Turistika

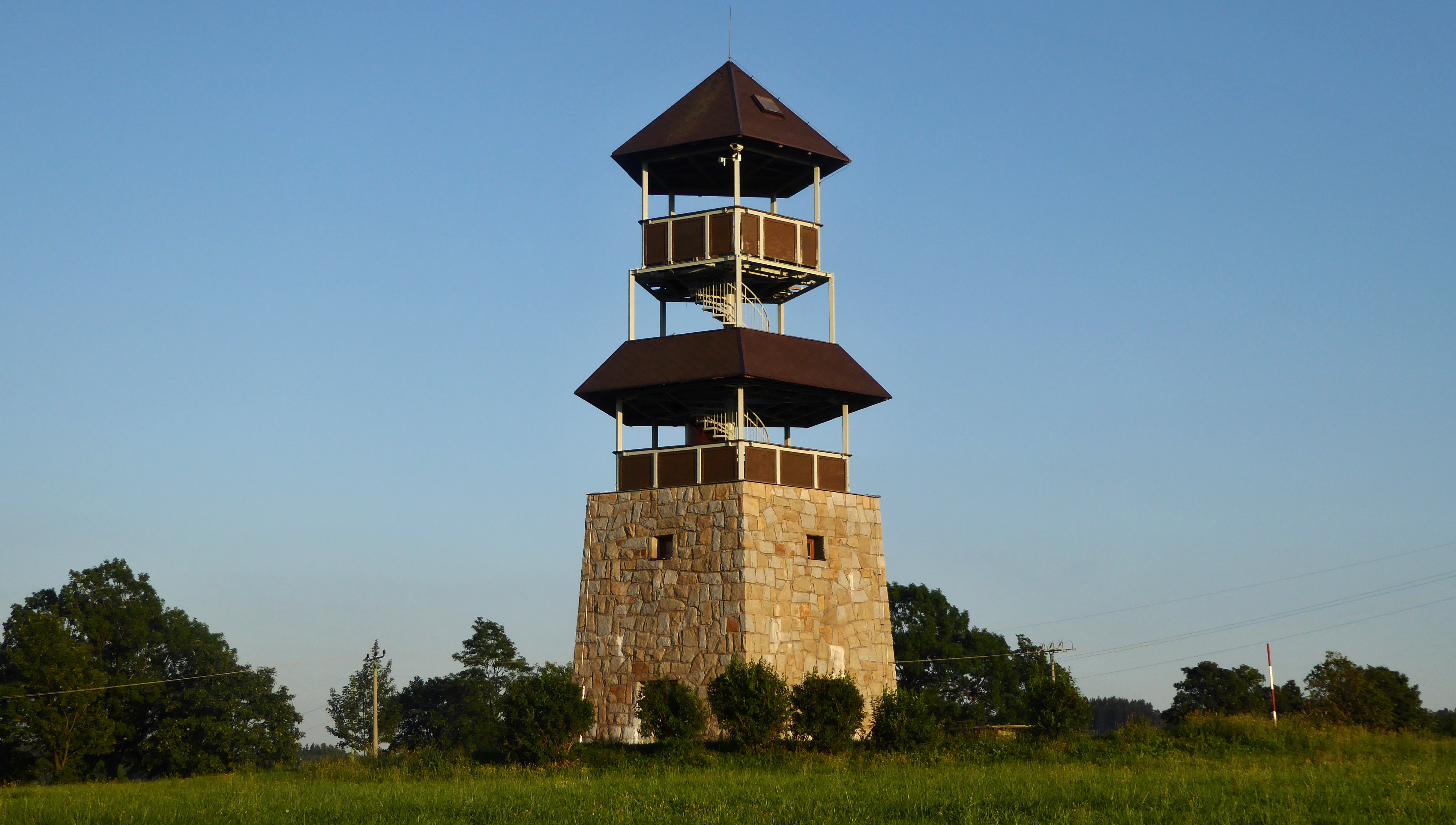
Vojtěchovská rozhledna, pohled od severo-severozápadu, turistický cíl s vyhlídkou do krajiny Železných hor, při dobré viditelnosti Krkonoše, Orlické hory, Králický Sněžník aj.

Vojtěchovská rozhledna uvedená na turistické mapě „Vysokomýtsko a Skutečsko“ vydané v edici Klubu českých turistů (mapový list 47 v měřítku 1:50 000). Rozhledna vzdálená zhruba 100 m od silnice III/3061 do Vojtěchova a 400 m od silnice I/34 s autobusovou zastávkou v obci Kladno (Kladno, křižovatka).  
Od železniční zastávky Vojtěchov na trati 238 (Pardubice – Havlíčkův Brod) vzdálenost přibližně 1,8 km po místní komunikaci a silnici III/3061 v trase cyklostezky č. 4122.  
Turistické informační centrum v městě Hlinsko (6,5 km), v památkové zóně Betlém. 

### Turistické trasy
Přímo k rozhledně nejsou vedeny značené pěší turistické trasy, obcí Vojtěchov vedena cyklotrasa č. 4122, obcí Raná ve vzdálenosti cca 2,8 km cyklotrasa č. 18.
V okolí:
- červeně značená, úsek Dědová (cca 2,7 km po silnici III.třídy, v trase cyklostezky č. 4122) – Oldřiš (cca 3,5 km po silnici III. třídy a místní komunikaci) – Krouna (z Oldřiše dále po trase cca 1,3 km)
- žlutě značená, úsek Hlinsko – Ratajské rybníky – Dědová (cca 150 m po červeně značené a dále, viz červeně značená turistická trasa výše)
- modře značená, úsek Hlinsko – Horní Babákov – Dolní Babákov – Včelákov, z Horního Babákova cca 8,5 km po místních komunikacích a silnicích směr Holetín – Raná – Vojtěchov.

## Dopravní cesty

### Silnice
- Silnice I/34; úsek Hlinsko – Krouna
- Silnice III/3061; úsek Vojtěchov – zaústění do silnice I/34 v katastru Kladno u Hlinska

### Železnice
Železniční trať Pardubice – Havlíčkův Brod (trať č. 238), úsek Pokřikov – Vojtěchov, železniční zastávka. Přepravu zajišťuje národní dopravce České dráhy, spoje objednává Pardubický kraj v úseku Pardubice – Hlinsko v Čechách.